# Gravity (serie de televisión)
Gravity es una serie de televisión americana con temática cómica-dramática creada por Jill Franklyn y Eric Schaeffer. Comenzó a emitirse el 23 de abril de 2010 en la cadena Starz de Estados Unidos.

## Argumento
La serie "sigue, a veces de forma cómica, otras de forma trágica los hechos de un excéntrico grupo de "suicidas anónimos" en tratamiento.". La producción de la serie comenzó en Nueva York en octubre de 2009.

## Creación
Franklyn creó la serie durante la huelga de guionistas que sufrió América durante 2007-2008. Ella es conocida por su nominación a los Emmy por el episodio "Yada Yada" de Seindfield. En 2008 fichó para Eric Schaeffer y ellos colaboraron en la venta de la serie a Starz Network, hoy en día la cadena que produce y emite la serie. El nombre original de la serie fue titulado "Suicide for Dummies" ("Suicidio para tontos").

## Reparto
- Krysten Ritter como Lily Champagne.
- Ivan Sergei como Robert Collingsworth.
- Eric Schaeffer como Detective Miller.
- Rachel Hunter como Shawna Rollins.
- Robyn Cohen como Carla/Darla.
- James Martinez como Jorge Sanchez.
- Seth Numrich como Adam Rosenblum.
- Ving Rhames como Dogg McFee.

## Lista de episodios
- Anexo:Episodios de Gravity